# Демидова Олена Ігорівна
Оле́на І́горівна Деми́дова (нар. 10 вересня 1995) — українська велогонщиця.

## З життєпису
2013 року на чемпіонаті Європи здобула бронзову нагороду.
Того ж року — Інтернаціональний кубок Піста; 1-ша — командна гонка переслідування (з Ганною Нагірною та Ганною Соловей).
2017 року посіла срібну сходинку на Чемпіонаті України (Кіровоградська ОШВСМ/КЗ КДЮСШ № 1), серед жінок у багатоденній гонці